# Evgenij Popov
Evgenij Sergeevič Popov (in russo Евгений Сергеевич Попов?; traslitterazione anglosassone Evgeniy Sergeyevich Popov; Krasnoyarsk, 27 novembre 1977) è un ex bobbista russo, vincitore della Coppa del Mondo di bob a quattro nel 2006/07.

## Biografia
Compete dalla seconda metà degli anni 90 come pilota per la squadra nazionale russa. Esordì in Coppa del Mondo nel 1997/98, il 6 dicembre 1997 a Cortina d'Ampezzo dove si piazzò al 30º posto nel bob a due. Colse il suo primo podio l'11 marzo 2001 a Lake Placid (3º nel bob a quattro) nell'ultima gara della stagione 2000/01 e la sua prima vittoria il 9 dicembre 2006 a Park City con Dmitrij Trunenkov, Roman Orešnikov e Dmitrij Stëpuškin. Ha trionfato nella classifica generale del bob a quattro nel 2006/07, trofeo che rappresenta il risultato più prestigioso della sua carriera, e in quella stessa stagione colse anche il quarto posto nella combinata maschile (suo miglior risultato) mentre nel bob a due disputò la sua migliore annata nel 2000/01 quando giunse settimo in classifica generale.
Popov prese parte a quattro edizioni dei Giochi olimpici invernali senza tuttavia andare mai a medaglia. A Nagano 1998 si piazzò 21º nel bob a due, a Salt Lake City 2002 fu 15º a due e 8º a quattro, a Torino 2006 si classificò 18º a due e 9º a quattro mentre a Vancouver 2010, in quella che fu la sua ultima gara della carriera, giunse al traguardo della gara a quattro all'ottavo posto, pareggiando il suo miglior risultato alle Olimpiadi (colto già nel 2002).
Partecipò inoltre a sette edizioni dei mondiali (la prima fu nel 1999) totalizzando quali migliori risultati il sesto posto nel bob a quattro ottenuto a Sankt Moritz 2007 e l'ottavo nel bob a due colto ad Altenberg 2008. Nelle rassegne continentali ha vinto una medaglia d'argento nel bob a quattro a Cortina d'Ampezzo 2007 con Roman Orešnikov, Dmitrij Trunenkov e Dmitrij Stëpuškin.
Si ritirò dalle competizioni nel 2010, al termine delle olimpiadi e dalla stagione successiva entrò a far parte dello staff tecnico della squadra russa.

## Palmarès

### Europei
- 1 medaglia:
  - 1 argento (bob a quattro a Cortina d'Ampezzo 2007).

### Coppa del Mondo
- Miglior piazzamento in classifica generale nel bob a due: 7º nel 2000/01;
- Vincitore della Coppa del Mondo nel bob a quattro nel 2006/07;
- Miglior piazzamento in classifica generale nella combinata maschile: 4º nel 2006/07;
- 10 podi (9 nel bob a quattro, 1 nella combinata[4]):
  - 3 vittorie (nel bob a quattro);
  - 4 secondi posti (3 nel bob a quattro, 1 nella combinata[4]);
  - 3 terzi posti (nel bob a quattro).

#### Coppa del Mondo - vittorie
| Data             | Luogo       | Paese       | Disciplina                                                           |
| ---------------- | ----------- | ----------- | -------------------------------------------------------------------- |
| 9 dicembre 2006  | Park City   | Stati Uniti | a quattro con Dmitrij Trunenkov, Roman Orešnikov e Dmitrij Stëpuškin |
| 17 dicembre 2006 | Lake Placid | Stati Uniti | a quattro con Roman Orešnikov, Dmitrij Trunenkov e Dmitrij Stëpuškin |
| 18 febbraio 2007 | Winterberg  | Germania    | a quattro con Roman Orešnikov, Dmitrij Trunenkov e Dmitrij Stëpuškin |